# Сараєвський тролейбус
Сараєвський тролейбус — тролейбусна мережа у місті Сараєво, Боснія і Герцеговина.

## Історія
23 листопада 1984 року відкрита тролейбусна система в місті Сараєво.
23 листопада 2023 року підписаний договір про відновлення тролейбусної лінії до Вогошчи. 4 квітня 2025 року у Вогошчу відбувся перший тестовий рейс тролейбуса.
27 березня 2025	року компанія «Solaris» здобула перемогу у конкурсі на постачання 10 зчленованих тролейбусів у Сараєво. Постачання 10 тролейбусів «Trollino 18» з автономним ходом до 20 км передбачається на середину 2026 року. Закупівля фінансується Європейським інвестиційним банком.
27 квітня 2025 року, через 33 роки з часу руйнування тролейбусної лінії внаслідок бойових дій, відновлено  тролейбусний рух до Вогошчи, з відкриттям тролейбусного маршруту № 105 «Площа Австрії — Вогошча». Під час відновлення тролейбусної лінії у Вогошчу проведені роботи з оновлення контактної мережі (завдовжки 8,6 км), реконструкція тягових підстанцій та 470 опір, встановлення нових 113 опір контактної мережі. 

## Лінії

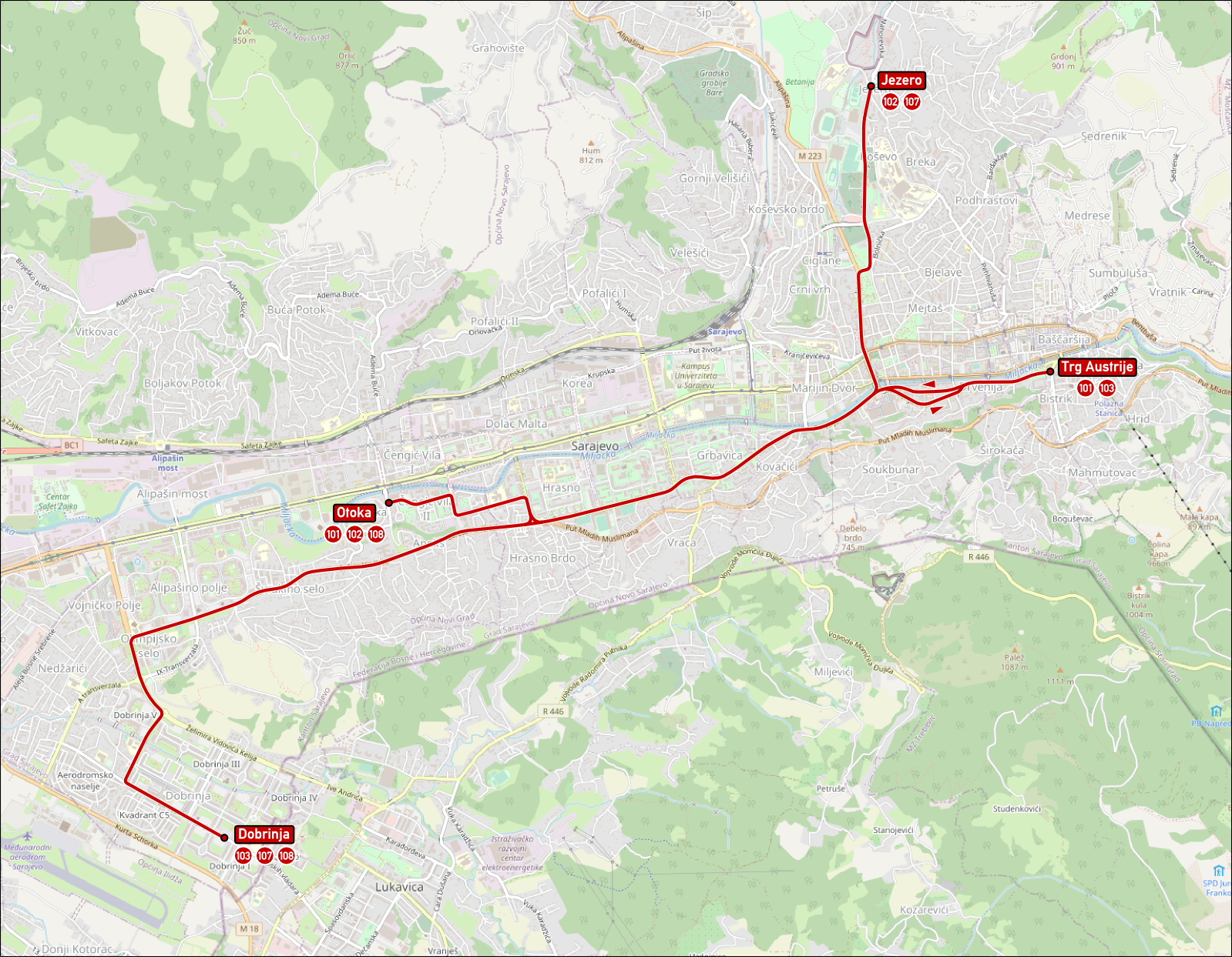
Схема тролейбусних ліній в місті Сараєво

На середину 2020-х діє 6 маршрутів:
| № лінії | Маршрут                 |
| ------- | ----------------------- |
| 101     | Площа Австрії — Отока   |
| 102     | Озеро − Отока           |
| 103     | Площа Австрії — Добріня |
| 105     | Площа Австрії — Вогошча |
| 107     | Озеро — Добріня         |
| 108     | Добріня — Отока         |

## Рухомий склад
Наприкінці 2022 року працюють 37 тролейбусів:
- 23 NAW/Hess/ABB
- 1 MAN SL 172 HO
- 13 БКМ-433.00D

Раніше працювали:
- 15 MAN SG 200 HO
- 2 Škoda 21Tr
- 2 Mercedes-Benz O405GTD